# Reinhardt Patzer
Wilhelm Reinhardt Patzer (* 11. Februar 1872 in Hohenleuben; † im 20. Jahrhundert) war ein deutscher Gewerkschaftsfunktionär und Politiker (SPD).

## Familie
Patzer war der Sohn des Webermeisters Friedrich Wilhelm Patzer und dessen Ehefrau Alwine Christiane Friedericke geborene Schleicher. Er war evangelisch-lutherisch (später trat er aus der Kirche aus) und heiratete eine geborene Bode.
Patzer besuchte die Volksschule und machte dann eine Schneiderlehre mit anschließender Wanderschaft in Deutschland. 1894 bis 1896 leistete er Militärdienst. Zwischen 1896 und 1897 war er selbstständiger Schneidermeister in Delmenhorst und 1897 bis 1899 Redakteur beim dortigen Norddeutschen Volksblatt. 1899 bis Juli 1919 lebte er als zunächst in Gera und dann in Mischendorf als Arbeitersekretär der Textilarbeitergewerkschaft. 1919 bis 1920 war er Arbeitersekretär und ab 1921 Ministerialinspektor bzw. ab 1924 Oberministerialinspektor in Oldenburg. Zwischen August 1928 und Februar 1929 war er Vertreter in Trier, danach soll er in Köln gelebt haben.

## Politik
Patzer war Mitglied der SPD und 1897, 1898 und 1919 Delegierter auf Reichsparteitagen der SPD. Vom 9. Februar 1903 bis zum 25. September 1904 war er Abgeordneter im Landtag Reuß jüngerer Linie. 1920 war er SPD-Reichstagskandidat im Reichstagswahlkreis 14 Weser-Ems. 1923 trat er aus der SPD aus und schloss sich der Rest-USPD an. Für diese war er 1924 erneut Reichstagskandidat im Reichstagswahlkreis 14 Weser-Ems.